# گامرتینگن
شهر گامرتینگندر ایالت بادن-وورتمبرگ در کشور آلمان واقع شده‌است.